# チョクピョン
チョクピョン(Jokpyeon)は、ウシの足を頭、皮膚、尾、ブタの頭等のコラーゲン含量の多い部位とともに水で長時間煮込み、液を冷却してゼリー状にした料理である。朝鮮語で、jokは「足」、pyeonは「トック」を意味する。見た目や性質が似ているため、穀物のデンプンを用いて作るムクとして分類されることもある。

## 作り方
細かいぶつ切りにしたウシの足やコラーゲン含量の高い他の部位を水で長時間煮込む。スジ肉には、長時間煮込むことで溶けだし、冷やすと固まるコラーゲンが多く含まれている。食感や風味をよくするため、ウシの前足の脛肉やコウライキジを加えることもあり、この場合は、1時間か2時間煮込んだところで取り出し、後で使うために取っておく。煮込んだ後の液体は、骨を除いた肉と軟骨とともに、四角形または三角形の容器に注ぎ、前脛肉やキジ肉と混ぜて、イワタケや錦糸卵、糸唐辛子を飾り、冷たい場所で冷やす。固まったチョクピョンを薄く切り、酢醤油やセウジョッ等を添えて提供する。

## バラエティ
- チョクジャングァ - 醤油で色付けし、ゆで卵を添えたチョクピョン[3]
- ヨンボンチョクピョン - ウシの足とコウライキジを用いたチョクピョン[4]。コウライキジの代わりに鶏肉で代えることもある[3]。